# Dynasty (3.ª temporada)
A terceira temporada de Dynasty, uma série de televisão norte-americana baseada na novela de mesmo nome dos anos 80, estreou nos Estados Unidos na The CW em 11 de outubro de 2019 e foi concluída em 8 de maio de 2020, contando com 20 episódios, 2 a menos do que o planejado. A temporada foi produzida pela CBS Television Studios, com Josh Reims como showrunner e produtor executivo, ao lado dos produtores executivos Josh Schwartz e Stephanie Savage.

## Elenco e personagens

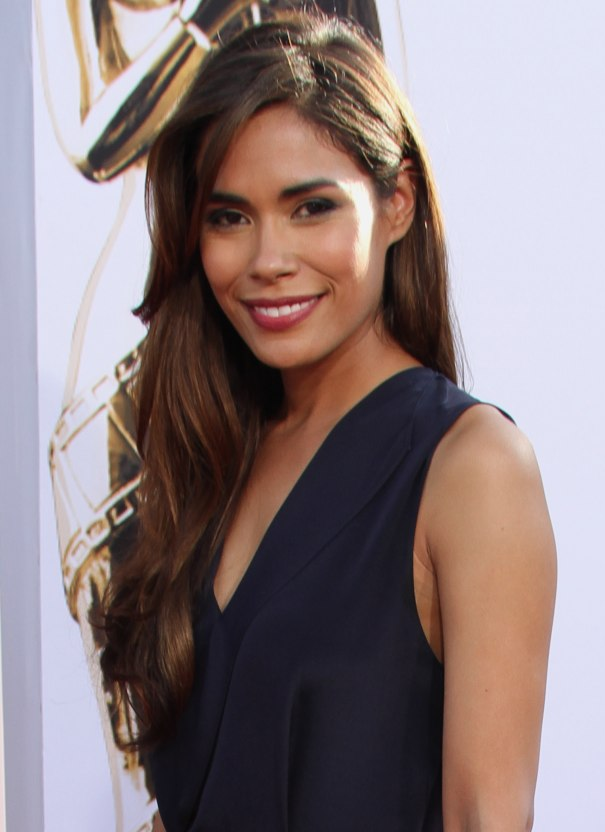
Daniella Alonso interpreta Cristal na terceira temporada.

| - Elizabeth Gillies como Fallon Carrington - Daniella Alonso como Cristal Jennings Carrington - Rafael de La Fuente como Samuel Josiah "Sammy Jo" Jones - Sam Underwood como Adam Carrington - Michael Michele como Dominique Deveraux - Robert Christopher Riley como Michael Culhane - Sam Adegoke como Jeff Colby - Maddison Brown como Kirby Anders - Adam Huber como Liam Ridley - Alan Dale como Joseph Anders - Grant Show como Blake Carrington - Elaine Hendrix como Alexis Carrington-Colby | - Wakeema Hollis como Monica Colby - Sharon Lawrence como Laura Van Kirk - Ken Kirby como Evan Tate - Kelli Barrett como Nadia - Jade Payton cono Vanessa Deveraux - Daniel Di Tomasso como Fletcher Myers - Emily Rudd como Heidi - John Jackson Hunter como Connor | - Taylor Black como Ashley Cunningham - Jessi Goei como Trixie Tate - Rob Nagle como Mitchell - Kelly Rutherford como Melissa Daniels - Chase Anderson como Tony - Natalie Karp como Mrs. Gunnerson - Christian Ochoa como Victor - Ashanti como ela mesma - Pierson Fodé como Joel Turner - Chukwudi Iwuji como Landon - Erin Cummings como Erica Brown - Nicole Zyana como Allison - Keller Wortham como Jacks Davis - Lilli Cooper como Stacey - Geovanni Gopradi como Roberto "Beto" Flores - Wil Traval como Padre Caleb Collins - Mustafa Elzein como Ramy Crockett - Alice Hunter como Sydney Newlove - Shannon Thornton como Mia - Laura Osnes como Donna - Najah Bradley como Kelly - Aerica D'Amaro como Dra. Bailey - Danny Trejo como ele mesmo |

Notas de elenco
1. ↑  Hendrix é creditada como membro do elenco regular a partir do episódio "The Sensational Blake Carrington Trial" (3x08).

## Episódios
| N.º na série | N.º na temp. | Título                                                                                         | Dirigido por        | Escrito por            | Exibição original       | Audiência (milhões) |
| --- | ------------ | ---------------------------------------------------------------------------------------------- | ------------------- | ---------------------- | ----------------------- | ------------------- |
| 45 | 1            | "Guilt Trip to Alaska" "(Culpa e Drama)" (BR)                                                  | Michael A. Allowitz | Josh Reims             | 11 de outubro de 2019   | 0.45                |
| Os Carrington lidam com a descoberta dos corpos no lago. Enquanto Liam entra em coma, Fallon começa a ver Trixie aonde quer que vá. Adam tenta matar Liam no hospital, mas é interrompido por Fallon. Ashley chega e, quando Liam acorda, ele não se lembra de Fallon. Dominique interpreta a mãe preocupada com a imprensa, mas ainda reclama sua recompensa para Blake depois de tirar Jeff da cidade. Sam começa a reformar seu hotel, e Blake chuta Kirby para fora da mansão. Adam entra no necrotério e organiza o corpo de Mac para ser cremado, mas Blake é preso de qualquer maneira. Fallon confessa à polícia que a queda de Trixie foi um acidente, e mente dizendo que Mac descartou o corpo por conta própria. |              |                                                                                                |                     |                        |                         |                     |
| 46 | 2            | "Caution Never Won A War" "(Com Cautela Não se Ganha a Guerra)" (BR)                           | Melanie Mayron      | David M. Israel        | 18 de outubro de 2019   | 0.41                |
| Blake vai preso, a polícia encontrou seu DNA dentro da bolsa de corpo de Mac. Fallon faz todos os esforços para fazer Liam se lembrar dela, mas sua mãe, Laura, faz o possível para impedir os esforços de Fallon. Sam e Anders descobrem que o hotel é historicamente significativo. Sam organiza um dia de mídia para aproveitar esse fato, apenas para descobrir que o famoso designer do hotel era um homofóbico franco. Adam engana Cristal para ser nomeado CEO temporário da vinícola de Blake. Na prisão, Michael tenta intimidar Blake para convencê-lo a se incriminar. Quando Blake é ouvido ameaçando Michael, Michael é libertado e a fiança de Blake é negada. Fallon é condenada a serviço comunitário. Michael permite que Kirby fique em seu apartamento, mas após sua libertação, fica claro que o relacionamento deles está com problemas. Cristal se casa com Blake na prisão e coloca Dominique e Adam em observação. |              |                                                                                                |                     |                        |                         |                     |
| 47 | 3            | "Wild Ghost Chase" "(Caça ao Fantasma)" (BR)                                                   | Jeff Byrd           | Christopher Fife       | 25 de outubro de 2019   | 0.42                |
| Ao saber que Melissa é a presidente da Aliança Histórica de Atlanta, Sam a enfrenta, porque ela se recusa a cancelar o dia de mídia que planejou para o hotel. Dominique faz uma jogada para ganhar o controle do dinheiro de Jeff. Fallon se reconecta com o irmão mais velho de Trixie, Evan. Monica descobre que a abotoadura de Adam não está sob evidência policial e Dominique a droga para atrasar sua investigação. Fallon dá a Michael suas ações do Atlantix. Cristal ajuda Blake a encenar um ataque de outro prisioneiro, fazendo com que o juiz conceda fiança a Blake. Fallon ataca Adam por sabotar sua missão de serviço comunitário, e Blake finalmente admite a Fallon que Adam está fora de controle. Fallon descobre que Evan foi quem destruiu seu jardim, e eles fazem as pazes. Jeff retorna, e ele e Monica exilam Dominique por suas maquinações. |              |                                                                                                |                     |                        |                         |                     |
| 48 | 4            | "Something Desperate" "(Exigência Arriscada)" (BR)                                             | Kenny Leon          | Jenna Richman          | 1 de novembro de 2019   | 0.35                |
| Fallon se infiltra na propriedade de Laura para entregar o manuscrito original de Liam para ele, esperando que isso provoque memórias de seu relacionamento. Ela é pega por Laura e descobre que Liam e Ashley vão se casar naquele dia. Os Carringtons organizam um evento de degustação de vinhos para promover a vinícola de Blake e, embora Adam tente sabotar os esforços de Cristal, ela vira a mesa e recupera o apoio de Blake. Graças a um vazamento de gás em seu quarto, Fallon alucina vários números musicais envolvendo ela e a família. Por insistência de Fallon, Sam vai até a casa de Liam e entrega o manuscrito. Liam lê e não se casa com Ashley, mas diz a Fallon que ele ainda não se lembra dela e quer ficar sozinho. Jeff pede que Dominique interrompa o evento da adega de Adam como condição para que sua mãe volte às boas graças. Tentando desligar o gás, Adam é pego em uma explosão e acredita que pode estar permanentemente cego. Embora o plano de Dominique tenha sido mexer com o vinho, ela insinua para Jeff e Monica que ela causou a explosão. |              |                                                                                                |                     |                        |                         |                     |
| 49 | 5            | "Mother? I'm at La Mirage" "(Mãe? Estou no La Mirage)" (BR)                                    | Brandi Bradburn     | Liz Sczudlo            | 8 de novembro de 2019   | 0.35                |
| Quando Kirby recusa a oferta de Fallon de comprar a Femperial, Fallon sabota a contratação de Kirby de um novo CEO. A enteada de Dominique, Vanessa, consegue um emprego como barwoman no hotel de Sam, La Mirage. Com a ajuda de Dominique, Vanessa droga Ashanti na festa de inauguração e canta em seu lugar. Cego, mas em casa, Adam recusa a ajuda da fisioterapeuta Nadia, mas cede quando descobre que Blake e Cristal estão pensando em mandá-lo embora para uma instalação especial. Michael fica chateado ao saber que Kirby está dormindo com seu novo jogador, Victor. Um juiz severo é designado para o julgamento do assassinato de Blake, então Cristal o chantageia para que ele recuse o caso. Jeff diz a Dominique sobre sua condição médica. Liam começa a se lembrar do passado que viveu junto com Fallon. |              |                                                                                                |                     |                        |                         |                     |
| 50 | 6            | "A Used Up Memory" "(Lembranças)" (BR)                                                         | Matt Earl Beesley   | Kevin A. Garnett       | 15 de novembro de 2019  | 0.38                |
| Liam leva Fallon para jantar, esperando recuperar mais memórias. Vanessa se envolve romanticamente com Michael, o que interfere nos planos de Dominique para ela. Nadia ajuda Adam a providenciar para Evan ver Fallon com Liam. Um Evan possessivo adverte Liam para ficar longe de Fallon. Blake coloca sua tornozeleira eletrônica em Cristal para que ele possa deixar a mansão para encontrar o oficial de justiça que cuida de seu júri. Jeff quase o pega, mas consegue eliminar o acordo de Blake com o oficial de justiça. Dominique ameaça Michael, dizendo para ele ficar longe de Vanessa. Ele a ignora e logo descobre que ela é madrasta de Vanessa. Nadia espia o último testamento de Blake e diz a Adam que ele fez de Cristal a única herdeira. As memórias de Liam retornam e ele e Fallon se reúnem. |              |                                                                                                |                     |                        |                         |                     |
| 51 | 7            | "Shoot from the Hip" "(Ação de Graças)" (BR)                                                   | Geoff Shotz         | Paula Sabbaga          | 22 de novembro de 2019  | 0.44                |
| Com o julgamento se aproximando, Blake pede a Adam e Cristal que façam as pazes. Adam afasta Cristal da Mansão, para que ela perca a foto de família de Blake. Fallon está preocupada que Liam a esqueça novamente, e ele fica bravo ao descobrir que ela mentiu para ele para mantê-lo perto. Michael dá a Dominique um dia para dizer a Jeff e Monica que Vanessa é sua meia-irmã. Dominique convence Blake a lhe dar informações incriminatórias sobre Michael, que ela usa para silenciá-lo. Assim que Monica começa a confiar em Dominique e concorda em contratar Vanessa para sua gravadora, Vanessa revela que são irmãs. Tentando desviar o efeito negativo do ataque de Victor à imagem do La Mirage, Sam entra em conflito com o consultor de relações públicas Fletcher Myers. Sam muda as coisas por conta própria, e Fletcher se desculpa com um beijo. Sentindo que ele ajudou Sam tudo em tudo que pode, Anders se demite do hotel e volta para a mansão. No jantar de Ação de Graças, Cristal defende Adam para Blake, mas depois vê Adam e Nadia de mãos dadas debaixo da mesa. Depois do jantar, Adam e Nadia se beijam e fazem sexo, e Cristal diz a Adam que seus dias no mansão estão contados. Nadia está trabalhando secretamente para Fallon.                                                                                       |              |                                                                                                |                     |                        |                         |                     |
| 52 | 8            | "The Sensational Blake Carrington Trial" "(O Sensacional Julgamento de Blake Carrington)" (BR) | Melanie Mayron      | Francisca X. Hu        | 6 de dezembro de 2019   | 0.37                |
| Michael, Fallon e Anders são intimados pela promotoria. Monica ainda está brava com Dominique, mas Jeff não se incomoda, tendo aceitado sua mãe e suas muitas falhas. Cristal descobre que Nadia está conspirando com Fallon e se junta a elas. O trio encena um confronto para enganar Adam, no qual Nadia admite ter um caso com Blake e usa Adam para deixá-lo com ciúmes. O testemunho de Michael contra Blake é condenatório e, quando o testemunho de Fallon se mostra incriminador, ele dá permissão ao advogado para eviscerá-la no tribunal. Anders aceita a oferta de imunidade do promotor para testemunhar contra Blake, mas ele assume a culpa e diz que ele matou Mack em legítima defesa. Monica está indo para Nova York para abrir outro Club Colby e pede a Vanessa para acompanhá-la. Depois que Dominique faz uma cena no tribunal para publicidade, Vanessa decide ir com Monica. A visão de Adam volta e ele atira fogo na vinícola de Blake. Fallon percebe que Adam pode ver, e Liam lembra que foi Adam quem o atingiu na cabeça. No segundo andar do celeiro, eles brigam na borda de uma abertura e eles estão prestes a cair. Alexis retorna para testemunhar contra Blake, tendo se casado com Jeff. |              |                                                                                                |                     |                        |                         |                     |
| 53 | 9            | "The Caviar, I Trust, Is Not Burned" "(Espero que o Caviar Não Tenha Queimado)" (BR)           | Jeff Byrd           | Aubrey Villalobos Karr | 17 de janeiro de 2020   | 0.34                |
| Adam salva Liam de cair, mas depois cai sozinho, embora ele escapa com ferimentos leves. Alexis testemunha que ela viu Blake assassinar Mack. Fallon visita Jeff e Alexis com a desculpa de que quer se reconectar com sua mãe, mas na verdade ela vai para encontrar uma agenda para provar que Alexis não estava em casa quando disse que estava. Enquanto Cristal ajuda Blake a substituir um jurado, Fallon pode provar que Alexis está mentindo. Dominique está especialmente chateada com o casamento de Jeff e confronta Alexis. Mais tarde, Dominique cai publicamente pelas escadas do tribunal e faz parecer que Alexis a empurrou. Sam se reconecta com Fletcher. Adam tenta compensar Blake por incendiar a vinícola, mas Blake diz para ele deixar a mansão. Adam se muda para o loft desocupado de Alexis. Fallon engana Cristal, e ela revela que Blake matou Mack. |              |                                                                                                |                     |                        |                         |                     |
| 54 | 10           | "What Sorrows Are You Drowning?" "(Afogando as Mágoas)" (BR)                                   | Pascal Verschooris  | Libby Wells            | 24 de janeiro de 2020   | 0.34                |
| Jeff dá suas ações da Atlantix a Michael, tornando-o proprietário majoritário. À medida que o relacionamento romântico se desenvolve, Sam e Fletcher ajudam Michael a entreter potenciais patrocinadores. Anders procura a ajuda de Fallon para localizar Kirby, que fugiu com o palestrante motivacional Joel Turner e vendeu a Femperial. Fallon recruta Adam para ajudá-la a se infiltrar no complexo de auto-ajuda, fazendo uma entrevista para uma posição médica. Posando como esposa de Adam, Fallon encontra Kirby, mas ela não tem interesse em sair. Fallon pede desculpas por tentar tomar as decisões de Kirby por ela, e Kirby decide voltar para casa. Cristal encontra uma bala personalizada com a marca Carrington perto do local onde Mark foi morto e seu cavalo a derrubou. Tony sugere que pertencia a Mack, depois se reporta a Alexis e lembra que ele mentiu para a polícia para lhe dar um álibi pelo assassinato de Mark. Alexis chega à mansão para pegar a arma que ela usou. A investigação de Cristal a convence de que Mack não matou Mark. Cristal confronta Alexis, e quando ela confessa, elas brigam no lago de lírios. Blake não pode restabelecer sua participação no Greater Georgia Yacht Club, então chantageia o presidente. Os sintomas da doença de Jeff se tornam cada vez mais aparentes. Fallon sai da mansão. |              |                                                                                                |                     |                        |                         |                     |
| 55 | 11           | "A Wound That May Never Heal" "(Uma Ferida que Talvez Nunca Cicatrize)" (BR)                   | Brandi Bradburn     | Bryce Schramm          | 31 de janeiro de 2020   | 0.34                |
| Quando os novos interesses comerciais de Blake ameaçam o serviço de streaming de Fallon, ela planeja uma extravagância promocional de meio expediente improvisada em um jogo do Atlantix que literalmente arde em chamas. O aprofundamento do relacionamento de Sam e Fletcher implode. Kirby e Adam se aproximam. Alexis descobre que Adam está hospedado em seu loft e o manipula para ajudá-la. Sam descobre que Fletcher tem um marido. Blake decide que quer a Carrington Atlantic de volta. Jeff e Alexis também querem a CA. Incapaz de lidar com sua fúria contra Alexis e percebendo que Blake nunca punirá sua ex-esposa, Cristal chama seu irmão para pedir sua ajuda para matar Alexis. |              |                                                                                                |                     |                        |                         |                     |
| 56 | 12           | "Battle Lines" "(Frentes de Batalha)" (BR)                                                     | Matt Earl Beesley   | Christopher Fife       | 7 de fevereiro de 2020  | 0.31                |
| Blake e Anders descobrem que Jeff e Alexis estão tentando adquirir a Carrington Atlantic. O lado cruel de Fallon aparece quando ela tenta comprar uma casa. Dominique deixa Michael bêbado e eles fazem sexo, mas Vanessa retorna à cidade e quer namorar Michael. Dominique concorda em manter sua noite com Michael em segredo, mas ela secretamente gravou um vídeo do encontro em seu telefone. Sam está com o coração partido por Fletcher. Kirby convida Adam para uma festa de "admiradores secretos" no La Mirage, e eles acabam dormindo juntos. Blake convoca Dominique para ajudá-lo contra Jeff e Alexis, e seu preço é se mudar para a mansão. Jeff inicia a compra de uma empresa farmacêutica, que está trabalhando na cura de sua condição, mas Blake a compra por baixo dele como moeda de troca para obter a Carrington Atlantic. |              |                                                                                                |                     |                        |                         |                     |
| 57 | 13           | "You See Most Things in Terms of Black & White" "(Sem Meio Termo')'" (BR)                      | Heather Tom         | David M. Israel        | 21 de fevereiro de 2020 | 0.32                |
| Fallon acompanha Liam em uma viagem a Londres para apresentar uma ideia de livro, o que coloca seu pedido de casamento planejado para ele em espera. Cristal está irritada com a presença de Dominique na mansão. Fletcher pede desculpas a Sam, explicando que ele tem um casamento aberto. Sam está disposto a retomar o relacionamento, mas quando Kirby pressiona Fletcher para ser honesto com Sam sobre o futuro deles, Fletcher termina com ele. Dominique se encontra com um produtor de reality show que está interessado em um programa que gira em torno dela e de Cristal, mas Dominque não consegue fazer nenhuma incursão com sua cunhada. Adam não respondeu às mensagens de Kirby, mas eles fazem sexo no escritório de Blake quando ela o pega entrando furtivamente na mansão. Admitindo que seu discurso era uma desculpa, Liam propõe casamento a Fallon e ela aceita. Cristal paga um assassino para matar Alexis. |              |                                                                                                |                     |                        |                         |                     |
| 58 | 14           | "That Wicked Stepmother" "(Madrasta Má)" (BR)                                                  | Brandi Bradburn     | Garrett Oakley         | 28 de fevereiro de 2020 | 0.34                |
| O plano de Cristal de assassinar Alexis com um carro-bomba desmorona. Beto chega para convencê-la a desistir disso, mas finalmente concorda em ajudá-la. Blake manipula Adam para ajudá-lo contra Jeff e Alexis, mas Adam trai seu pai, garantindo que Jeff assegure o controle de Carrington Atlantic. Liam apresenta Fallon a Heidi e Connor, sua ex e filho, que estão pensando em se mudar para Atlanta. Sentindo-se ameaçado pela nova "família" de Liam, Fallon oferece ajuda demais, perturbando Liam quando ela consegue um emprego para Heidi em San Diego. Quando Fallon acha que o relacionamento dela com Liam está em perigo, ele admite que não tem certeza de que pode ser pai. Michael e Vanessa retomam seu relacionamento, o que implode quando Dominique vaza seu vídeo de sexo com Michael. O subsequente confronto público com Michael e Vanessa assegura o acordo de Dominique para um reality show. Alexis engana a morte quando Beto planta os explosivos sob o SUV errado. Ele está ferido, mas sobrevive. Heidi deixa Connor com Liam e Fallon. |              |                                                                                                |                     |                        |                         |                     |
| 59 | 15           | "Up a Tree" "(Em Cima da Árvore)" (BR)                                                         | Andi Behring        | Jenna Richman          | 27 de março de 2020     | 0.32                |
| Dominique diz a Vanessa que elas precisam de Michael em seu reality show para contar a história corretamente. Ele concorda em filmar algumas cenas como uma oferta de paz a Vanessa. Adam foi reintegrado como médico. Alexis o obriga a ajudar um Jeff doente, adquirindo drogas experimentais ainda não aprovadas para a condição de Jeff. Cristal transporta um Beto ferido para fora do país para evitar um maior escrutínio policial. Ela confessa a Blake que tentou matar Alexis, e Blake está entendendo. Jeff recusa qualquer ajuda de Adam, então Alexis administra os medicamentos sem que Jeff saiba. Enquanto Liam procura Heidi, Fallon toma conta de Connor, mas acidentalmente ela diz a ele que sua mãe fugiu. Eles acabam se unindo quando Fallon admite que sua mãe a abandonou também. Connor cai no lago Carrington, mas é salvo por Liam e Michael. Embora o video de sexo de Michael tenha feito patrocinadores largarem o Atlantix, Vanessa lança um vídeo dele ajudando a salvar Connor que inverte a tendência. Heidi retorna, mas Fallon quer que Liam lute por seus direitos como pai. Dominique e Vanessa comemoram o fato de que Vanessa manipulou Michael para ficar com o show. Jeff entra em colapso. |              |                                                                                                |                     |                        |                         |                     |
| 60 | 16           | "Is the Next Surgery on the House?" "(Cirurgia)" (BR)                                          | Michael A. Allowitz | Liz Sczudlo            | 3 de abril de 2020      | 0.32                |
| Quando Heidi recusa o pedido de Liam de que ela e Connor se mudem para Atlanta, Fallon pede ajuda a Blake para fazer Heidi parecer uma mãe imprópria. Adam e Alexis planejam roubar um fígado para Jeff, mas eles falham. O amigo de Sam, Ramy, sai da prisão e Sam o deixa ficar no La Mirage, mas Ramy logo volta ao seu caminho de ladrão. Procurando absolvição por seus pecados recentes, Cristal tenta tirar sua clínica de veteranos do chão, mas se vê planejando novamente. Sam contrata Kirby para trabalhar para ele no La Mirage. Heidi revela que ela teve um caso com o pai de Liam, fazendo de Connor seu irmão e não seu filho. Descobrindo que sua mãe, Laura, fez Heidi mentir sobre a paternidade de Connor, Liam rompe laços com Laura. Adam decide doar uma parte de seu próprio fígado para Jeff, embora ele possa não sobreviver à cirurgia devido a uma doação anterior. Laura visita Blake e se oferece para bloquear a venda da Carrington Atlantic para Jeff em favor de Blake, se ele separar Liam e Fallon. |              |                                                                                                |                     |                        |                         |                     |
| 61 | 17           | "She Cancelled..." "(Ela Cancelou)" (BR)                                                       | Pascal Verschooris  | Kevin A. Garnett       | 10 de abril de 2020     | 0.38                |
| Laura explica a Blake que está prestes a fechar um acordo de petróleo na Moldávia. Ela precisa manter Liam solteiro por mais um tempo, porque ele herdará uma grande quantidade de ações da Van Kirk Industries quando se casar e provavelmente interferirá no acordo. Adam se insinua no planejamento da gala de angariação de fundos da Cristal. Dominique dá uma festa de aniversário para Michael, mas Anders mostra uma prova de que Dominique e Vanessa o estão manipulando para o benefício de seu reality show. Sam contrata Ramy como assistente de Kirby, para seu desgosto. Ramy rouba dinheiro do cofre de Sam, e Sam e Kirby se desentendem. Laura fica encantada quando ela e Blake manipulam Liam em uma discussão com Fallon que ameaça o casamento deles, mas é tudo uma artimanha encenada por Blake, Liam e Fallon. Cristal e o padre Caleb reconhecem sua atração um pelo outro, e Adam está assistindo quando Caleb a beija. Tendo fechado rapidamente seu acordo na Moldávia e prestes a devolver Carrington Atlantic a Blake, Laura triunfante o beija. |              |                                                                                                |                     |                        |                         |                     |
| 62 | 18           | "You Make Being a Priest Sound Like Something Bad" "(Nos Braços de um Padre)" (BR)             | Elodie Keene        | Aubrey Villalobos Karr | 17 de abril de 2020     | 0.30                |
| Fallon tenta garantir a dupla favorita de Liam, Kelly e Donna, para cantar em seu casamento. Kirby ainda está brava com Sam, e seu relacionamento sexual com Adam foi retomado. O supervisor de Adam, Dra. Bailey, ameaça que ele seja demitido por roubar drogas para Jeff, mas insinua que ela pode esquecer se ele parar de rejeitar seus avanços. Cristal se sente culpada por beijar Caleb. Blake compra um colar de diamantes que, segundo Fallon, significa que Blake fez algo ruim, e Cristal logo descobre que ele dormiu com Laura. Jeff e Sam se unem, e Jeff percebe que seu casamento com Alexis só fazia sentido quando ele pensava que estava morrendo. Blake falta à gala do hospital de Cristal para lidar com uma crise envolvendo os petroleiros Carrington Atlantic na Moldávia. Kirby obriga Cristal a tirar Adam de problemas, ameaçando revelar o segredo de que Cristal beijou Caleb. Fallon se envergonha tentando impressionar Kelly e Donna, mas entra para cantar com Donna quando Kelly fica doente. Caleb vem em socorro de Cristal, e eles fazem sexo. Michael pede a Fallon para ajudá-lo a se vingar de Dominique e Vanessa. Adam diz a Cristal que Blake e Anders foram sequestrados na Moldávia. |              |                                                                                                |                     |                        |                         |                     |
| 63 | 19           | "Robin Hood Rescues" "(Resgate)" (BR)                                                          | Jeff Byrd           | Paula Sabbaga          | 1 de maio de 2020       | 0.32                |
| Presos em uma masmorra moldava pelo rei, Blake e Anders terão sua liberdade se Blake fizer com que seus navios-tanque devolvam o petróleo. Blake se recusa, acreditando que ele precisa manter o controle dos navios-tanque ou ele e Anders serão executados. Cristal, se sentindo culpada, termina as coisas com Caleb por telefone. Adam e Liam seguem para a Moldávia, apesar dos protestos de Cristal, com Sam como clandestino. Fallon é processada por maus conselhos que Alexis deu em seu podcast, mas elas descobrem que é uma farsa. Dominique sabota as negociações de A Casa de Deveraux depois de receber um programa de entrevistas, que Michael depois revela que é uma mentira para se vingar dela. Adam e Liam são capturados e presos. Um Sam bêbado entra sorrateiramente no palácio em uma lixeira, rasteja através de uma abertura de ar e resgata o grupo. Adam é forçado a ficar para trás, mas escapa usando um uniforme militar roubado. Blake libera seu óleo, e Adam está chateado que Blake arriscou todas as suas vidas por ganância. Blake contrata Adam como seu braço direito na Carrington Atlantic, mas Adam promete usar sua posição para destruir Blake. Evan é revelado por ter orquestrado o processo falso contra Fallon. Cristal deixa Blake.                                                                        |              |                                                                                                |                     |                        |                         |                     |
| 64 | 20           | "My Hangover's Arrived" "(Despedida de Solteira)" (BR)                                         | Gina Lamar          | Francisca X. Hu        | 8 de maio de 2020       | 0.37                |
| Adam começa a sabotar a Carrington Atlantic, mas é superado por Blake. Fallon, Kirby, Cristal e Sam acordam depois da despedida de solteira de Fallon, perdendo seus telefones e bolsas e sem lembrança da noite anterior. Eles refazem seus passos, o que culmina na descoberta de que Sam se casou com um stripper chamado Scorpion. Alexis encontra Jeff na cama com Mia, e ele pede um divórcio. Alexis conspira para fazer Jeff pensar que Mia é uma prostituta, mas ele percebe a verdade. Anders descobre que Adam tem um histórico juvenil de violência e depois descobre que Kirby está namorando Adam. Deduzindo que Adam empurrou Alexis para o fogo, ele avisa Kirby, que descarta as acusações. Alexis confessa seus sentimentos por Jeff, e eles fazem sexo. Adam organiza uma explosão em uma refinaria de petróleo da Carrington Atlantic. Anders viaja para Montana para investigar Adam. |              |                                                                                                |                     |                        |                         |                     |

## Produção

### Desenvolvimento
Dynasty foi renovada para uma terceira temporada em 31 de janeiro de 2019. Em maio de 2019, a Deadline Hollywood informou que o co-produtor executivo Josh Reims sucederia o co-criador Sallie Patrick como produtor executivo e showrunner da terceira temporada.

### Casting
Em julho de 2019, foi anunciado que Ana Brenda Contreras não voltaria para a terceira temporada por motivos pessoais, e que Daniella Alonso assumirá o papel de Cristal. Em agosto de 2019, foi relatado que Michael Michele havia sido promovida a uma personagem regular para a terceira temporada. Em outubro de 2019, foi anunciado que Adam Huber havia sido promovido para personagem regular depois de ser recorrente nas temporadas anteriores. Em 28 de outubro de 2019, foi anunciado que o papel de Alexis Carrington havia sido reformulado para Elaine Hendrix, que apareceria como uma personagem regular. The CW disse que "Alexis está de volta a Atlanta, com um novo visual, um novo homem e muitos pontos para acertar".

### Filmagens
A produção de Dynasty foi suspensa em março de 2020 como resultado direto da Pandemia de COVID-19. As filmagens de apenas vinte dos vinte e dois episódios ordenados da terceira temporada foram concluídas antes da paralisação. Gillies disse, "Portanto, não há final neste momento, [...] Então termina em um lugar muito estranho... Não sei se faremos o final mais tarde, não sei qual é o plano. Certamente não deve terminar no episódio que terminamos, porque é realmente aleatório e nada está resolvido. Peço desculpas se isso acontecer." Mais tarde foi confirmado que o 20º episódio da temporada, "My Hangover's Arrived", serviria como final da temporada, embora não tenha sido anunciado se os dois episódios restantes da temporada serão produzidos posteriormente.

## Audiência
| №  | Título                                             | Exibição original       | Rating/share (18–49) | Audiência (em milhões) | DVR (18–49) | Audiência em DVR (milhões) | Total (18–49) | Audiência total (em milhões) |
| -- | -------------------------------------------------- | ----------------------- | -------------------- | ---------------------- | ----------- | -------------------------- | ------------- | ---------------------------- |
| 1  | "Guilt Trip to Alaska"                             | 11 de outubro de 2019   | 0.1/1                | 0.45                   | 0.1         | 0.22                       | 0.2           | 0.67                         |
| 2  | "Caution Never Won A War"                          | 18 de outubro de 2019   | 0.1/1                | 0.41                   | 0.1         | 0.23                       | 0.2           | 0.64                         |
| 3  | "Wild Ghost Chase"                                 | 25 de outubro de 2019   | 0.1/1                | 0.42                   | 0.1         | 0.21                       | 0.2           | 0.63                         |
| 4  | "Something Desperate"                              | 1 de novembro de 2019   | 0.1/1                | 0.35                   | 0.1         | 0.28                       | 0.2           | 0.63                         |
| 5  | "Mother? I'm at La Mirage"                         | 8 de novembro de 2019   | 0.1/1                | 0.35                   | 0.1         | 0.25                       | 0.2           | 0.60                         |
| 6  | "A Used Up Memory"                                 | 15 de novembro de 2019  | 0.1/1                | 0.38                   | 0.1         | 0.27                       | 0.2           | 0.65                         |
| 7  | "Shoot from the Hip"                               | 22 de novembro de 2019  | 0.1/1                | 0.44                   | 0.1         | 0.23                       | 0.2           | 0.67                         |
| 8  | "The Sensational Blake Carrington Trial"           | 6 de dezembro de 2019   | 0.1/1                | 0.37                   | 0.1         | 0.24                       | 0.2           | 0.61                         |
| 9  | "The Caviar, I Trust, Is Not Burned"               | 17 de janeiro de 2020   | 0.1/0                | 0.34                   | 0.1         | 0.22                       | 0.2           | 0.56                         |
| 10 | "What Sorrows Are You Drowning?"                   | 24 de janeiro de 2020   | 0.1/1                | 0.34                   | 0.1         | 0.23                       | 0.2           | 0.57                         |
| 11 | "A Wound That May Never Heal"                      | 31 de janeiro de 2020   | 0.1                  | 0.34                   | 0.1         | 0.21                       | 0.2           | 0.55                         |
| 12 | "Battle Lines"                                     | 7 de fevereiro de 2020  | 0.1                  | 0.31                   | 0.1         | 0.19                       | 0.2           | 0.50                         |
| 13 | "You See Most Things in Terms of Black & White"    | 21 de fevereiro de 2020 | 0.1                  | 0.32                   | 0.1         | 0.22                       | 0.2           | 0.54                         |
| 14 | "That Wicked Stepmother"                           | 28 de fevereiro de 2020 | 0.1                  | 0.34                   | 0.2         | 0.22                       | 0.3           | 0.56                         |
| 15 | "Up a Tree"                                        | 27 de março de 2020     | 0.1                  | 0.32                   | 0.1         | 0.22                       | 0.2           | 0.54                         |
| 16 | "Is the Next Surgery on the House?"                | 3 de abril de 2020      | 0.1                  | 0.32                   | 0.1         | 0.21                       | 0.2           | 0.53                         |
| 17 | "She Cancelled..."                                 | 10 de abril de 2020     | 0.1                  | 0.38                   | 0.1         | 0.25                       | 0.2           | 0.63                         |
| 18 | "You Make Being a Priest Sound Like Something Bad" | 17 de abril de 2020     | 0.1                  | 0.30                   | 0.0         | 0.20                       | 0.1           | 0.50                         |
| 19 | "Robin Hood Rescues"                               | 1 de maio de 2020       | 0.1                  | 0.32                   | 0.1         | 0.20                       | 0.2           | 0.52                         |
| 20 | "My Hangover's Arrived"                            | 8 de maio de 2020       | 0.1                  | 0.37                   | 0.1         | 0.20                       | 0.2           | 0.57                         |